# Burg Hohenklingen
Die Burg Hohenklingen ist eine Spornburg bei Stein am Rhein im Kanton Schaffhausen, Schweiz. Sie liegt auf 594 m ü. M. fast 200 Meter oberhalb des Städtchens auf einem schmalen, von Ost nach West verlaufenden Nagelfluhgrat, dem südwestlichen Ausläufer des Schiener Bergs.
Die Burg Hohenklingen blieb im Verlauf ihrer Geschichte von kriegerischen Zerstörungen verschont. Ihre Silhouette mit Mauern und Dächern entspricht auch heute noch dem mittelalterlichen Erscheinungsbild von 1200 bis 1422. Der Bergfried wird heute als Aussichtsturm genutzt. 

## Name
Der Name leitet sich ab vom althochdeutschen klingo, mittelhochdeutsch klinge, was so viel bedeutete wie Bergbach, Schlucht oder rauschendes Wasser. Der Name von der hohen Clingen ob Stain taucht erstmals 1327 auf. Er bezieht sich auf die Bachtobel, die sich am Fuss des Burghügels vereinigen.

## Geschichte

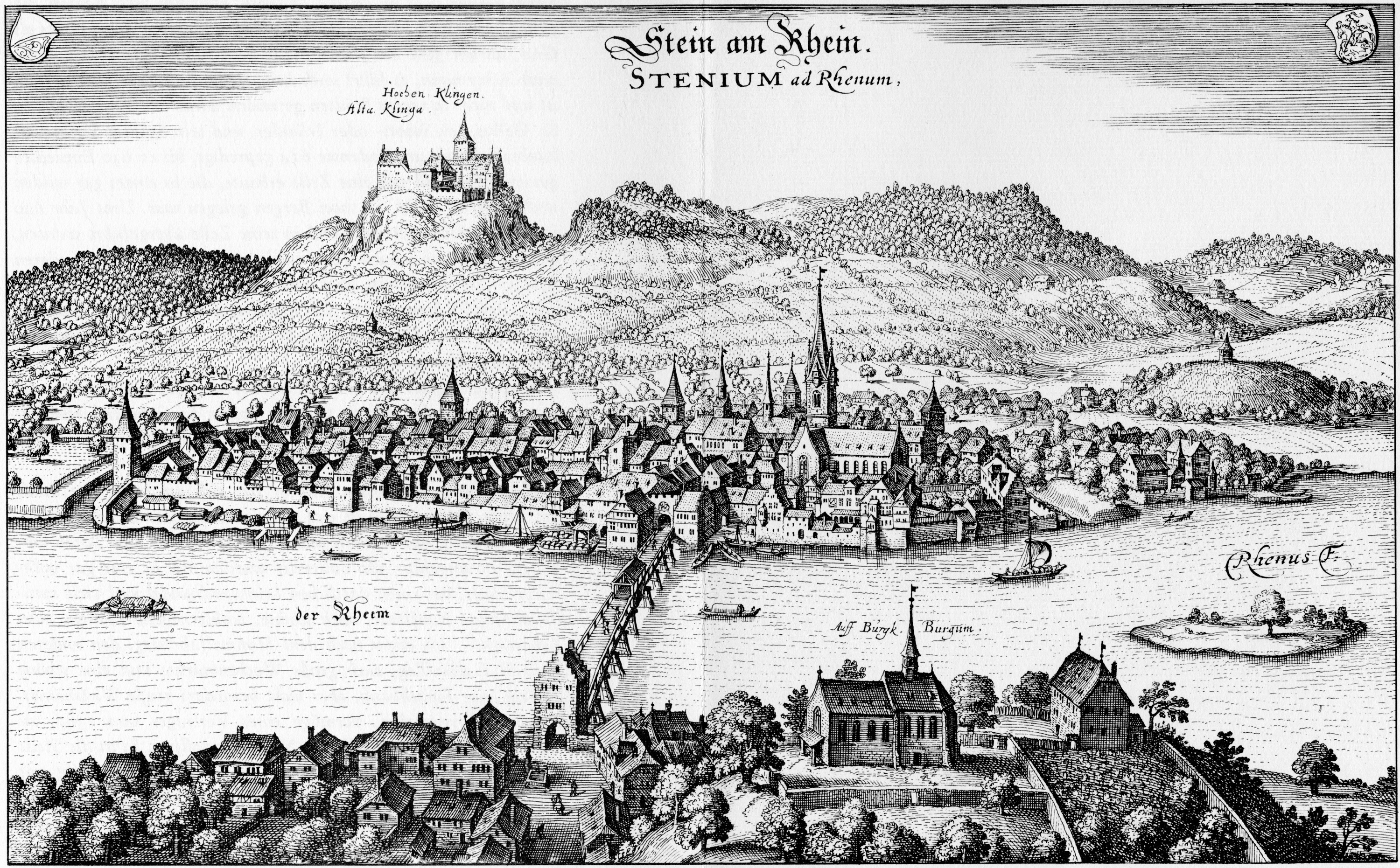
Stein am Rhein mit der Burg Hohenklingen auf einem Stich von Matthäus Merian, 1642

Die Geschichte der Burg Hohenklingen ist eng mit der Geschichte des Städtchens Stein am Rhein und dem Kloster St. Georgen verknüpft. Um 1200 errichtete der Kastvogt des Klosters, Walter von Klingen, an der Stelle der heutigen Anlage einen Wohnturm. Es ist anzunehmen, dass bereits die früheren Kastvögte des Klosters, die Zähringer, dort einen hölzernen Wohnturm mit einem Befestigungsgraben im Norden errichtet hatten, der nach ihrem Aussterben von den Freiherren von Klingen übernommen und ausgebaut wurde.
Zu Beginn des 14. Jahrhunderts teilte sich das Geschlecht der von Hohenklingen in die Zweige Hohenklingen-Brandis und Hohenklingen-Bechburg. 1359 verkauften Ulrich und Walter von Hohenklingen-Brandis aus finanziellen Gründen ihren Anteil an Burg Kastvogtei an Österreich und erhielten sie als Lehen zurück. 1419 verkauften ihre Nachkommen das Lehen an Kaspar von Klingenberg, Herr auf der Festung Hohentwiel, der 1433 auch die andere Hälfte der Anlage Hohenklingen kaufte.
1457, im Zuge des Niedergang des Kleinadels, mussten die Klingenberger die Burg Hohenklingen verkaufen. Als Käufer traten die Bürger von Stein am Rhein auf, die für die Burg 24'500 Gulden bezahlten. Später wurde die Burg zum wichtigen Endpunkt der Kette der zürcherischen Hochwachten. Es wurde ein Vogt eingesetzt; bis ins 19. Jahrhundert amteten über dreissig Vögte auf Hohenklingen. 1484 begaben sich Burg und Städtchen in den Schutz Zürichs, beide sollten den Zürchern in Zukunft offenstehen.
1499, zur Zeit des Schwabenkrieges, und von 1618 bis 1648 im Dreissigjährigen Krieg spielte die Burg als militärische Befestigung eine wichtige Rolle; zusätzliche Wach- und Hilfsmannschaften wurden auf die Burg verlegt. Nach der Wende vom 18. zum 19. Jahrhundert verlor die Feste an strategischer Bedeutung. Während des Zweiten Weltkrieges war auf dem Turm ein militärischer Beobachtungsposten eingerichtet.
1838 wurde der Hochwächterdienst aufgehoben; als Folge davon drohte die Burg zu zerfallen. Versuche, die Burg zu verpachten, scheiterten am Konkurs der jeweiligen Pächter. Erst der Versuch, in der Burg eine Kuranstalt mit Gästezimmern und einer Wirtschaft einzurichten, brachte nach anfänglichen Schwierigkeiten Erfolg. Heute ist die Burg Hohenklingen mit ihrem Restaurant (gehobene Küche) und weiten Aussicht ein beliebtes Ausflugsziel.

## Baugeschichte

### Zeit der Hohenklingener
Aus den Anfangszeiten der Burg um 1220 stammen die Ringmauer sowie der Palas im Westen. Für den Bau wurden auch Hölzer aus dem um 1212 abgebrochenen Vorgängerbau verwendet. Zwischen 1250 und 1280 wurde der Palas im Osten erweitert, der Bau in der Mitte mit dem nördlich vorgelagerten Doppelzwinger mit Schiessscharten und zwei Toren sowie der Turm im Osten erstellt. Der 20 Meter hohe Bergfried weist eine quadratische Grundfläche mit rund 10 Meter Seitenlänge aus. Die Ecksteine sind mit sorgfältig gearbeitetem Kantenschlag ausgeführt. Der Hocheingang lag auf einer Höhe von 8,5 Metern. Der Bergfried wird heute als Aussichtsturm genutzt.
Aus der Zeit zwischen 1393 und 1406 stammt die Schildmauer im Osten und die Kapelle, in der Reste eines Altars entdeckt wurden. Die bisher offene Zinne wurde mit einem Walmdach gedeckt und der hölzerne Mittelteil ausgebaut.

### Zeit der Klingenberger
Über dem Palas wurde 1423 mit dem hölzernen Obergaden das 3. Obergeschoss errichtet. Damit erhielt die Burg ihr heutiges Bauvolumen. Der Rittersaal im Palas ist geschmückt mit neuzeitlichen Darstellungen der Wappen der Herren von Hallwyl, Toggenburg,  Brandis, Fürstenberg und Österreich.

### Stadt Stein am Rhein
Um 1460 wurde der Wehrgang für Feuerwaffen eingebaut sowie ein Raum für die Wachmannschaft und eine Arrestzelle. Auf der Turmzinne und im Obergaden wurden während der Reformationskriege zwischen 1526 und 1551 Geschützstellungen eingebaut. Im Dreissigjährigen Krieg wurde der östliche Teil des Mittelbaus umgebaut. Über dem Burgtor entstand der Rote Laden für den Wächter. 1712 wurde die Laube vor dem Turm eingebaut. 
1895 bis 1897 unterzog die Stadt Stein am Rhein die baufällige Burg einer Gesamtrenovation. 2005 bis 2007 wurde die Burg erneut umfassend restauriert. Dabei wurden die als Restaurant genutzten Räume sanft an die heutigen Anforderungen angepasst. Ein neu im Berg eingebauter Lift erleichtert vom Parkplatz aus den Zugang zur Burg. Die Renovation wurde durch die Jakob und Emma Windler-Stiftung, den Kanton Schaffhausen sowie die Schweizerische Eidgenossenschaft finanziell unterstützt.

## Galerie

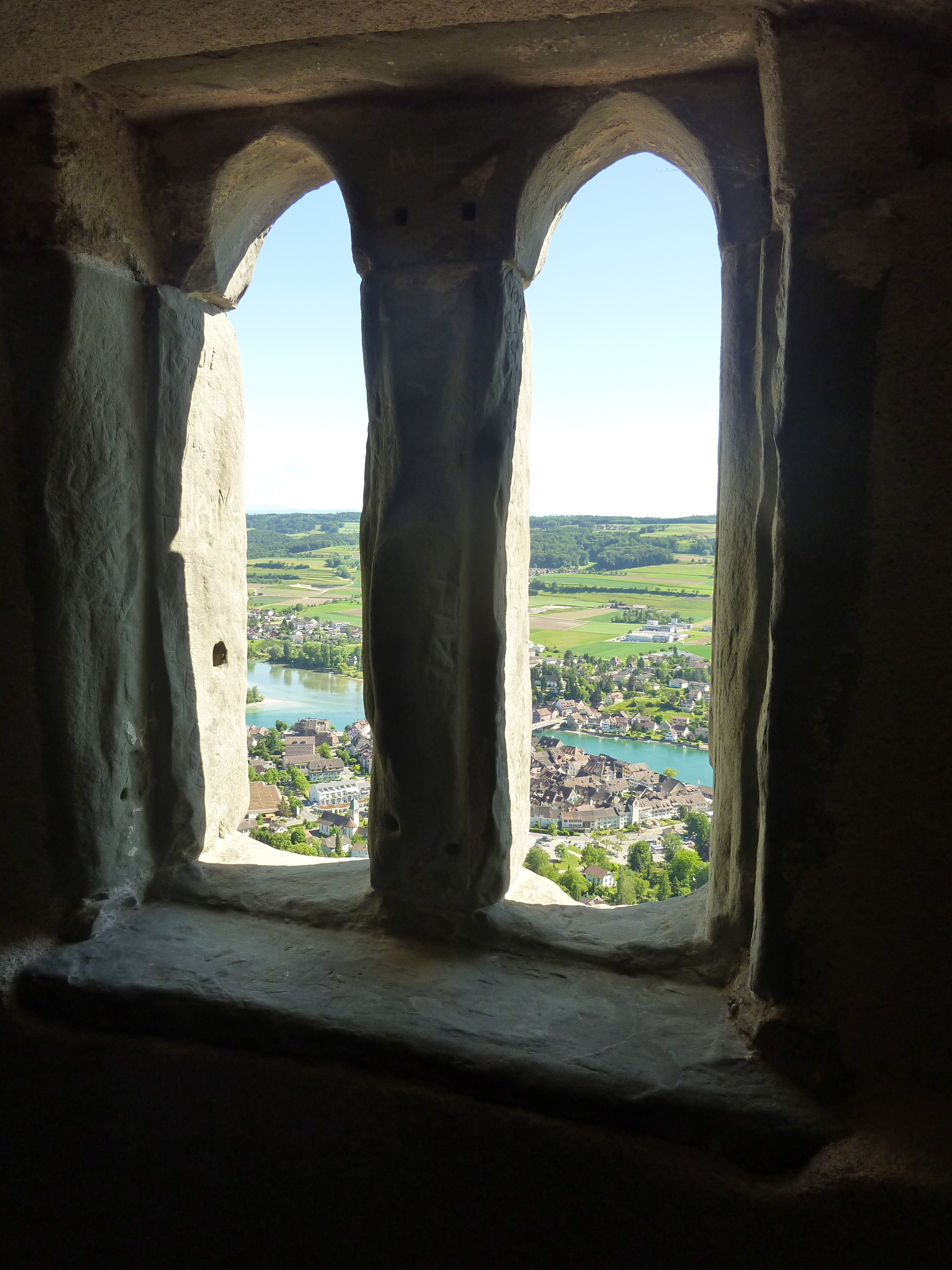
Blick auf Stein am Rhein
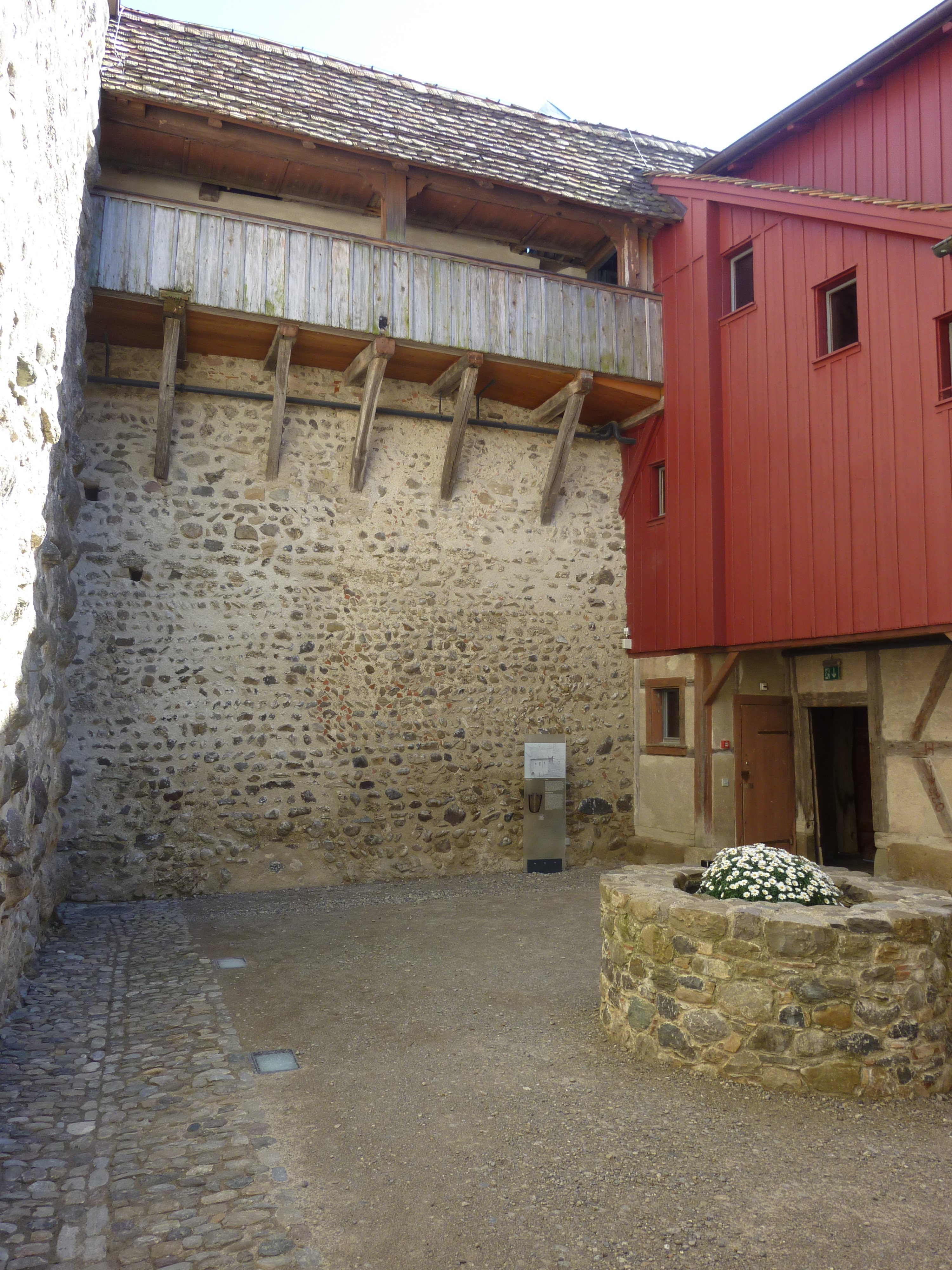
Hof mit Wehrgang
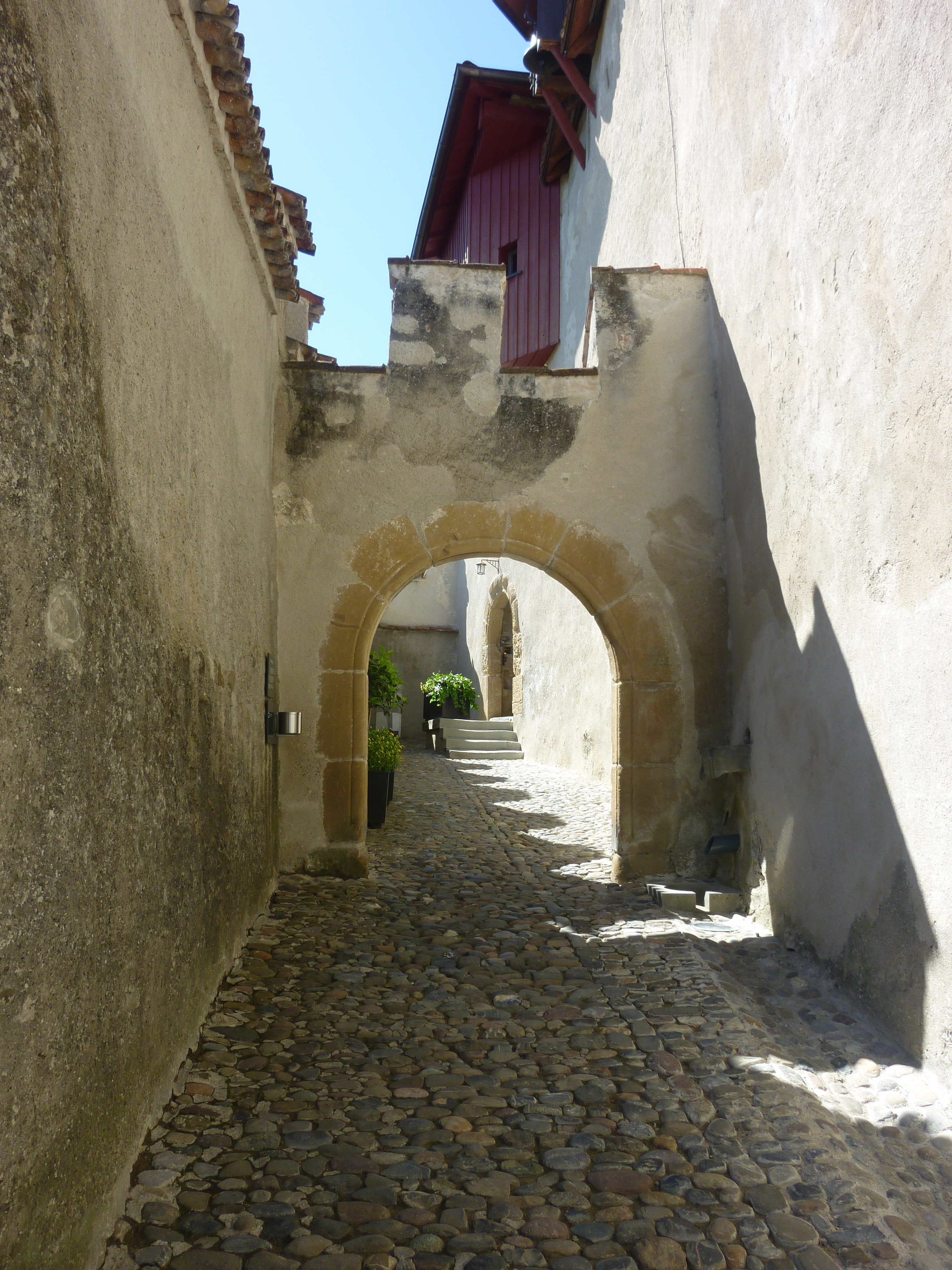
Zwinger
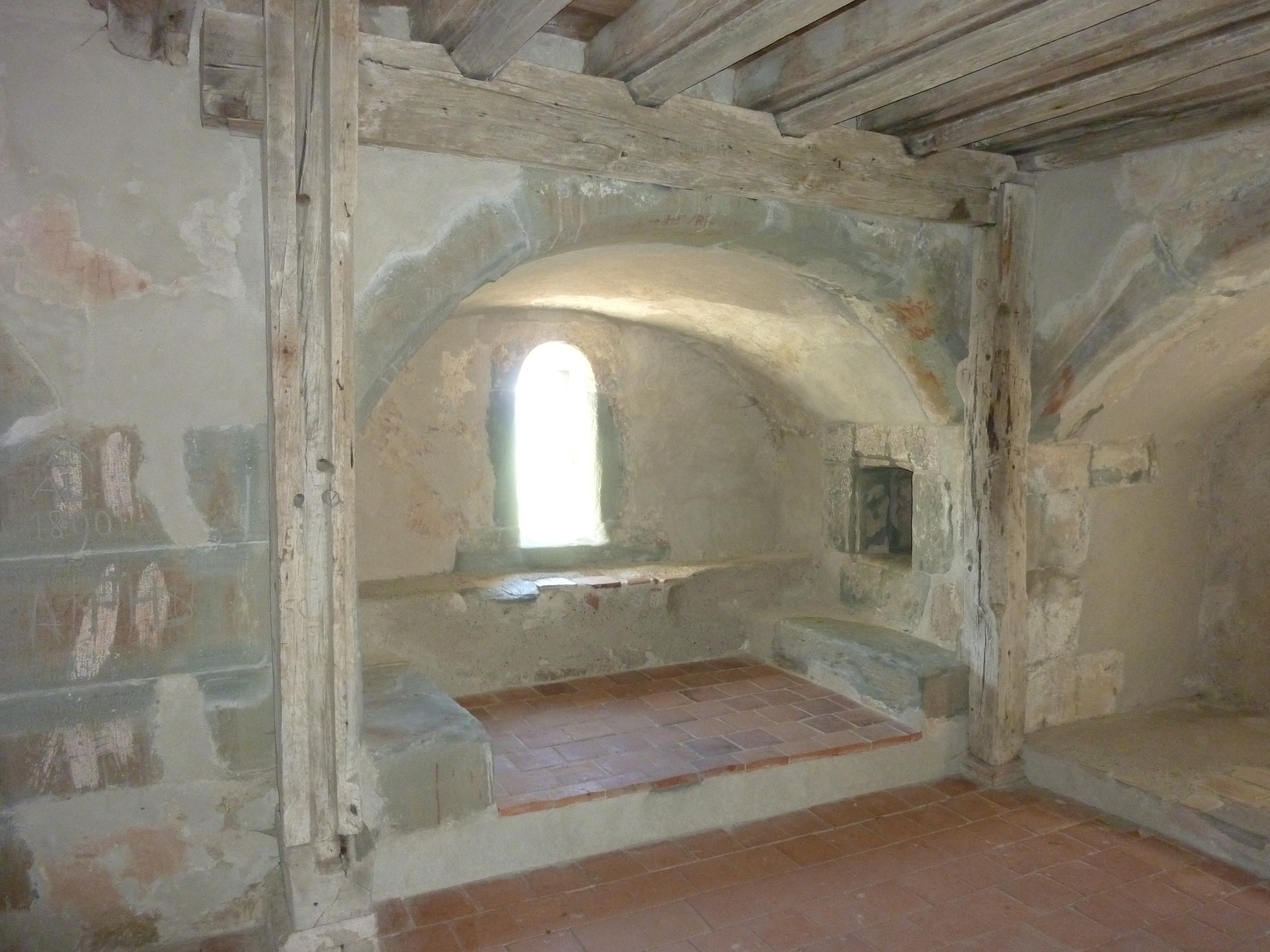
Fensternische im Turm
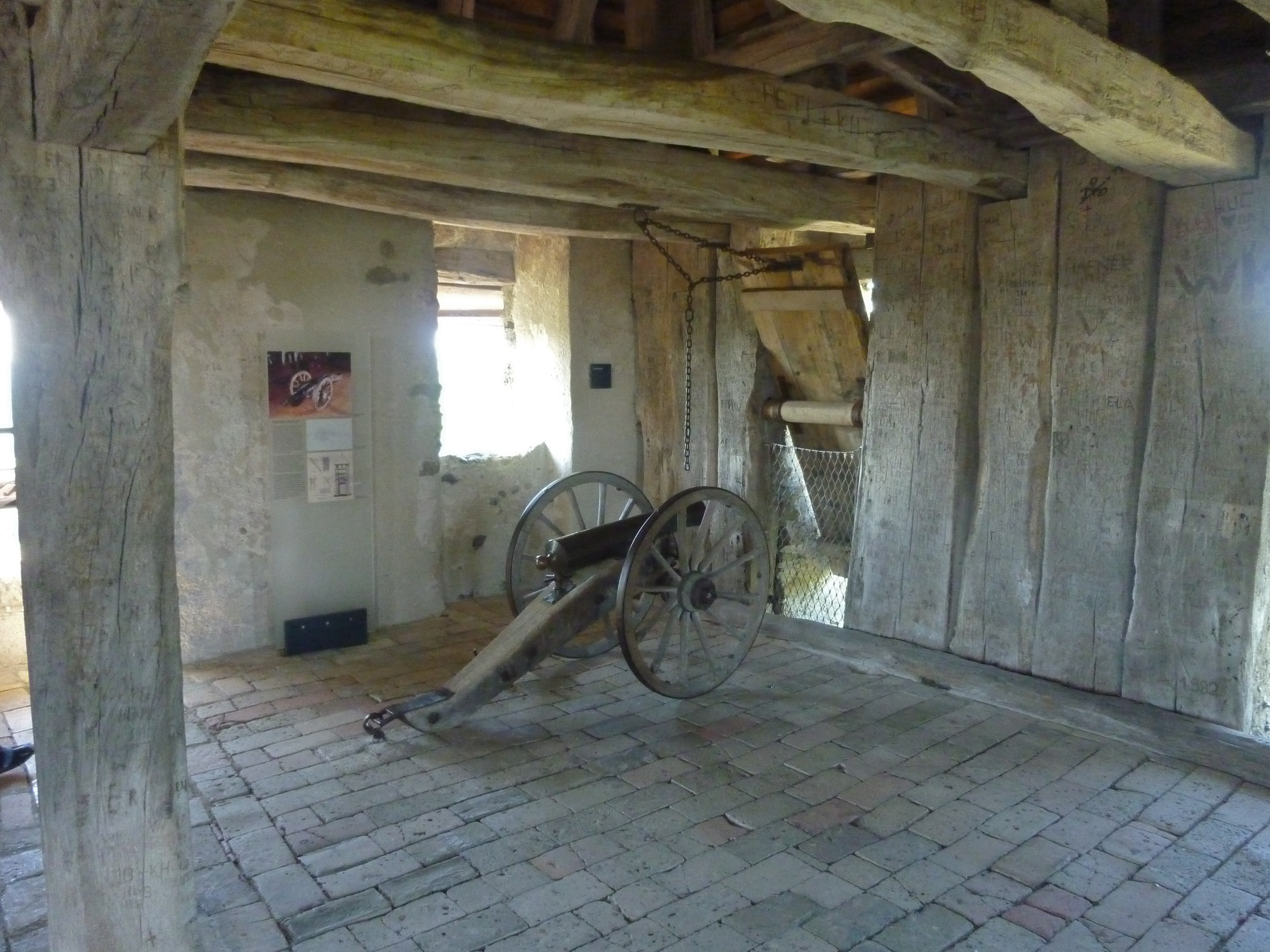
Turmplatte